# Sentinel 5000
Il Sentinel 5000, designazione militare YEZ-2A, è stato un progetto per un grande dirigibile militare commissionato nel 1987 dal Dipartimento per la Difesa degli Stati Uniti d'America, arrivato allo stadio di prototipo non funzionante ed abbandonato alla fine del XX secolo.
Del dirigibile Sentinel 5000 è stata sviluppata anche una versione passeggeri per uso civile, denominata SkyShip 5000, anch'essa mai realizzata.

## Storia del progetto
Nel febbraio 1985, la United States Navy emise una specifica per la fornitura di un dirigibile destinato al ruolo di Airborne Early Warning (AEW) nell'ambito del programma di sviluppo designato Battle Surveillance Airship System (BSAS).